# Palpa (district in Nepal)

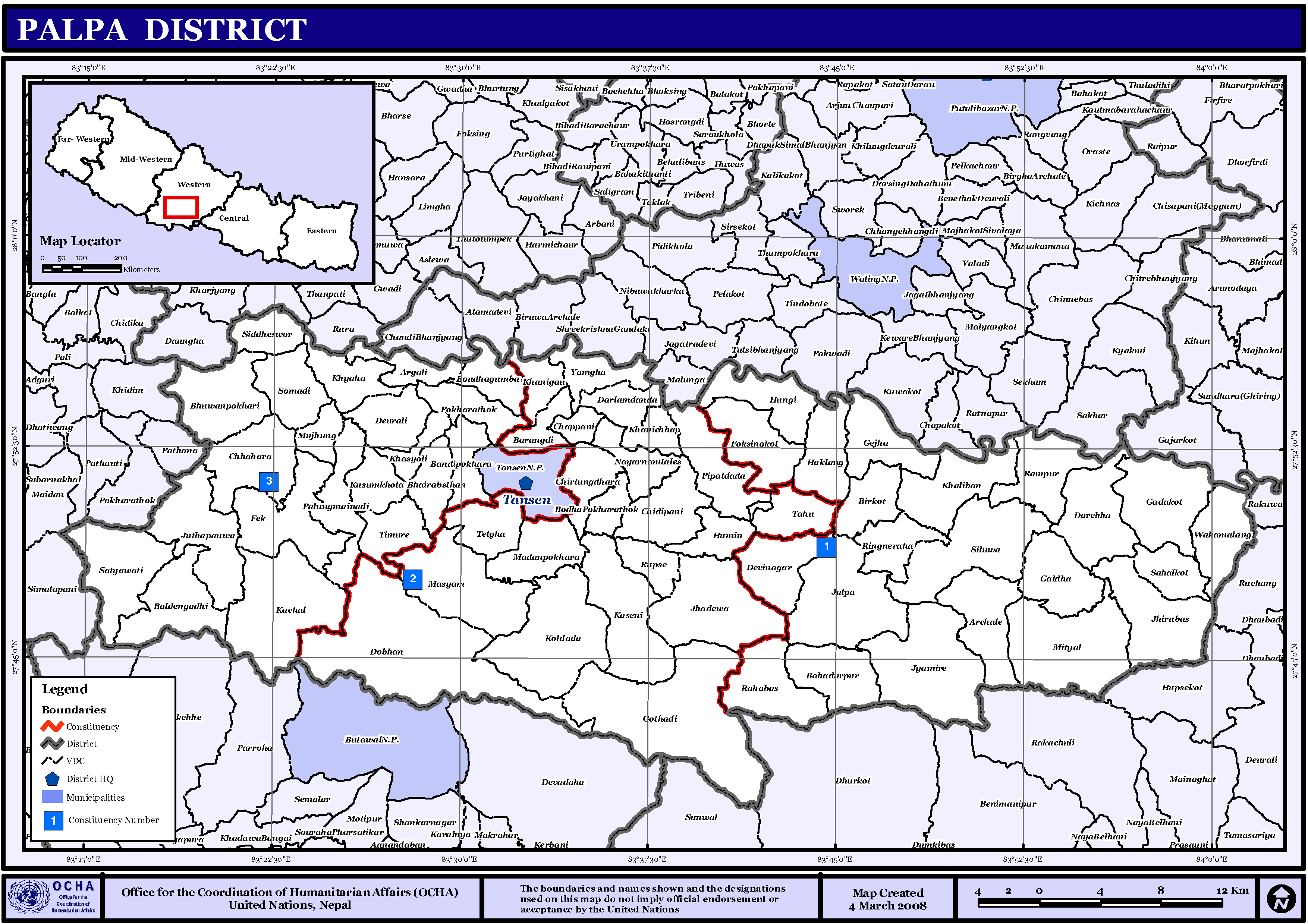
Kaart van Palpa.

Palpa (Nepalees: पाल्पा) is een van de 75 districten van Nepal. Het is gelegen in de zone Lumbini en de hoofdstad is Tansen.

## Stedenendorpscommissies[2][3]
- Stad: Nepalees: nagarpalika of N.P.; Engels: municipality;
- Dorpscommissie: Nepalees: panchayat; Engels: village development committee of VDC.

- Steden (1): Tansen.
- Dorpscommissies (65): Archale, Argali, Bahadurpur, Bairrabsthan, Baldengadhi, Bandipokhara, Barangdi, Bhuwanpokhari, Birkot, Bodhapokharathok, Boudhagumba, Chappani, Chhahara, Chidpani (of: Chidipani), Chirtungdhara, Darchha, Darlamdanda, Deurali, Devinagar, Dobhan, Fek, Fokshingkot (of: Foksingkot), Gadakot, Galdha, Gejha, Gothadi, Haklang, Humin, Hungi, Jalpa, Jhadewa, Jhirbas (of: Jhirubas), Juthapauwa, Jyamire, Kachal, Kaseni, Khaliban, Khanichhap, Khanigau, Khasyoli, Khyaha, Koldada, Kusumkhola, Madanpokhara, Masyam, Mityal, Mujhung, Narayarmtales (of: Nayarnamtales), Palung Mainadi, Peepaldada (of: Pipaldada), Pokharathok, Rahabas, Rampur, Ringinraha (of: Ringneraha), Rupse, Sahalkot, Satyawati, Siddheshwor, Siluwa, Somadi, Tahu, Telgha, Timure, Wakamalang, Yamgha.

Achham · 
Arghakhanchi · 
Baglung · 
Baitadi · 
Bajhang · 
Bajura · 
Banke · 
Bara · 
Bardiya · 
Bhaktapur · 
Bhojpur · 
Chitwan · 
Dadeldhura · 
Dailekh · 
Dang · 
Darchula · 
Dhading · 
Dhankuta · 
Dhanusa · 
Dolkha · 
Dolpa · 
Doti · 
Gorkha · 
Gulmi · 
Humla · 
Ilam · 
Jajarkot · 
Jhapa · 
Jumla · 
Kailali · 
Kalikot · 
Kanchanpur · 
Kapilvastu · 
Kaski · 
Kathmandu · 
Kavrepalanchok · 
Khotang · 
Lalitpur · 
Lamjung · 
Mahottari · 
Makwanpur · 
Manang · 
Morang · 
Mugu · 
Mustang · 
Myagdi · 
Nawalparasi · 
Nuwakot · 
Okhaldhunga · 
Palpa · 
Panchthar · 
Parbat · 
Parsa · 
Pyuthan · 
Ramechhap · 
Rasuwa · 
Rautahat · 
Rolpa · 
Rukum · 
Rupandehi · 
Salyan · 
Sankhuwasabha · 
Saptari · 
Sarlahi · 
Sindhuli · 
Sindhulpalchok · 
Siraha · 
Solukhumbu · 
Sunsari · 
Surkhet · 
Syangja · 
Tanahu · 
Taplejung · 
Terhathum · 
Udayapur